# Samuel Chase (Politiker, 1741)

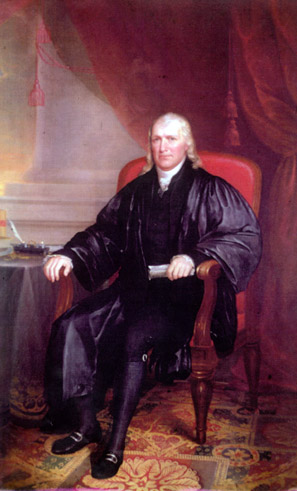
Samuel Chase, gemalt von John Beale Bordley (1836)

Samuel Chase (* 17. April 1741 in Princess Anne, Somerset County, Province of Maryland; † 19. Juni 1811 in Washington, D.C.) war ein US-amerikanischer Jurist, der unter anderem als Richter am Obersten Gerichtshof der Vereinigten Staaten fungierte. Als Unterzeichner der Unabhängigkeitserklärung der Vereinigten Staaten für Maryland gilt er als einer der amerikanischen Gründerväter.

## Leben

### Jugend und früher Lebensweg
Samuel Chase war ein Cousin von Jeremiah Chase (1748–1828) einem Abgeordneten im Kontinentalkongress. Sein Vater war Reverend Thomas Chase, ein Priester der Episcopal Church in the USA, der in das Somerset County in Maryland eingewandert war. 1743 zog die Familie nach Baltimore, wo der Vater eine neue Stelle annahm. Samuel Chase wurde zu Hause unterrichtet, bis er 18 Jahre alt war und er nach Annapolis ging, um Jura zu studieren. Er erhielt 1761 seine Anwaltszulassung und begann mit einer Rechtspraxis in Annapolis. Im Jahr 1764 wurde er in die  Maryland General Assembly gewählt und war dort bis 1784 Abgeordneter.

### Im Richteramt
1774 vertrat er Maryland im Ersten Kontinentalkongress, wurde 1775 wiedergewählt und diente dort bis 1778. 1785 vertrat er Maryland in der Mount Vernon Conference. 1786 zog er nach Baltimore, das für den Rest seines Lebens seine Heimatstadt blieb. Im selben Jahr erfolgte die Ernennung zum Oberrichter des Distriktkriminalgerichts in Baltimore, dann wurde er Oberrichter des Allgemeinen Gerichtshofes von Maryland. 1796 wurde er zum Richter am Obersten Gerichtshof der Vereinigten Staaten ernannt, was er bis zu seinem Tode blieb.

### Das Anklageverfahren
Chase wurde Ende 1804 durch das Repräsentantenhaus mit sechs Anklagepunkten konfrontiert, insbesondere ging es um Chases Vorgehen im Fall John Fries. Später wurden zwei weitere Anklagepunkte hinzugefügt. Der von den Jefferson-Republikanern kontrollierte Senat leitete Anfang des Jahres 1805 ein Amtsenthebungsverfahren gegen Richter Chase ein. Ihm wurde politische Befangenheit vorgeworfen, aber er wurde vom Senat am 1. März 1805 von allen Vorwürfen freigesprochen. Bis heute blieb er der einzige Richter am Obersten Gerichtshof, gegen den ein Amtsenthebungsverfahren eingeleitet wurde. Sein Freispruch gilt als Bekräftigung der Ansicht, dass eine unabhängige Bundesjustiz parteitaktische Probleme überstehen kann.